# Mayte Mateo González
Mayte Mateo (Cartagena, 18 de febrero de 1994) es una jugadora española de fútbol sala. Juega de cierre y su equipo actual es el Roldán FSF de la Primera División de fútbol sala femenino de España.

## Trayectoria
Ha pasado por todas las categorías de Roldán FSF desde infantiles a Primera División, y ha ganado todas las ligas hasta su llegada a la máxima categoría. En el año 2008 debutó con el primer equipo que por entonces militaba en la segunda división, con el que ascendió en la temporada 2011-2012. En la temporada 2012-13 debuta en primera división, y en el año 2018 se proclama campeona de liga.

## Selección nacional
Debutó en noviembre de 2017 en Tomelloso en un partido contra Rusia. En el año 2018 jugó la fase de clasificación para el primera Eurocopa, y en 2019 participó en la Eurocopa de Portugal donde se proclamó campeona. En el año 2022 volvió a ganar la Eurocopa.

## Estadísticas

### Clubes
Actualizado al último partido jugado el 19 de junio de 2022.
| Club | Div.          | Temporada     | Liga  | Liga  | Liga       | Liga      | Copas nacionales(1) | Copas nacionales(1) | Copas nacionales(1) | Copas nacionales(1) | Torneos internacionales(2) | Torneos internacionales(2) | Torneos internacionales(2) | Torneos internacionales(2) | Total(3) | Total(3) | Total(3)   | Total(3)  |
| Club | Div.          | Temporada     | Part. | Goles | Amonestado | Expulsado | Part.               | Goles               | Amonestado          | Expulsado           | Part.                      | Goles                      | Amonestado                 | Expulsado                  | Part.    | Goles    | Amonestado | Expulsado |
| --- | ------------- | ------------- | ----- | ----- | ---------- | --------- | ------------------- | ------------------- | ------------------- | ------------------- | -------------------------- | -------------------------- | -------------------------- | -------------------------- | -------- | -------- | ---------- | --------- |
| Roldán FSF · España | 2.ª           |               |       |       |            |           |                     |                     |                     |                     |                            |                            |                            |                            |          |          |            |           |
| Roldán FSF · España | 2.ª           | 2008-09       |       | -     | -          | -         | -                   | -                   | -                   | -                   | -                          | -                          | -                          | -                          |          | -        | -          | -         |
| Roldán FSF · España | 2.ª           | 2009-10       |       | -     | -          | -         | -                   | -                   | -                   | -                   | -                          | -                          | -                          | -                          |          | -        | -          | -         |
| Roldán FSF · España | 2.ª           | 2010-11       |       | -     | -          | -         | -                   | -                   | -                   | -                   | -                          | -                          | -                          | -                          |          | -        | -          | -         |
| Roldán FSF · España | 2.ª           | 2011-12       |       | -     | -          | -         | -                   | -                   | -                   | -                   | -                          | -                          | -                          | -                          |          | -        | -          | -         |
| Roldán FSF · España | 1.ª           |               |       |       |            |           |                     |                     |                     |                     |                            |                            |                            |                            |          |          |            |           |
| Roldán FSF · España | 2012-13       | 27            | 7     | 8     | 0          | -         | -                   | -                   | -                   | -                   | -                          | -                          | -                          | 27                         | 7        | 8        | 0          |           |
| Roldán FSF · España | 2013-14       | 30            | 18    | 5     | 0          | -         | -                   | -                   | -                   | -                   | -                          | -                          | -                          | 30                         | 18       | 5        | 0          |           |
| Roldán FSF · España | 2014-15       | 30            | 21    | 2     | 0          | -         | -                   | -                   | -                   | -                   | -                          | -                          | -                          | 30                         | 21       | 2        | 0          |           |
| Roldán FSF · España | 2015-16       | 27            | 14    | 5     | 0          | -         | -                   | -                   | -                   | -                   | -                          | -                          | -                          | 27                         | 14       | 5        | 0          |           |
| Roldán FSF · España | 2016-17       | 30            | 32    | 6     | 0          | 1         | 0                   | 0                   | 0                   | -                   | -                          | -                          | -                          | 31                         | 32       | 6        | 0          |           |
| Roldán FSF · España | 2017-18       | 30            | 25    | 9     | 0          | 2         | 1                   | 1                   | 0                   | -                   | -                          | -                          | -                          | 32                         | 26       | 10       | 0          |           |
| Roldán FSF · España | 2018-19       | 29            | 18    | 5     | 0          | 2         | 0                   | 0                   | 0                   | 3                   | 4                          | -                          | -                          | 34                         | 22       | 5        | 0          |           |
| Roldán FSF · España | 2019-20       | 1             | 0     | 0     | 0          | 0         | 0                   | 0                   | 0                   | -                   | -                          | -                          | -                          | 1                          | 0        | 0        | 0          |           |
| Roldán FSF · España | 2020-21       | 2             | 0     | 0     | 0          | 0         | 0                   | 0                   | 0                   | -                   | -                          | -                          | -                          | 1                          | 0        | 0        | 0          |           |
| Roldán FSF · España | 2021-22       | 23            | 9     | 0     | 1          | 2         | 0                   | 0                   | 0                   | -                   | -                          | -                          | -                          | 25                         | 9        | 0        | 1          |           |
| Roldán FSF · España | Total club    | Total club    | 229   | 143   | 40         | 1         | 7                   | 1                   | 1                   | 0                   | 3                          | 4                          | -                          | -                          | 239      | 148      | 41         | 1         |
| Total carrera | Total carrera | Total carrera | 229   | 143   | 40         | 1         | 7                   | 1                   | 1                   | 0                   | 3                          | 4                          | -                          | -                          | 239      | 148      | 41         | 1         |
| (1) Incluye datos de Copa de España / Supercopa de España. (2) Incluye datos de Campeonato de Europa de Clubes. (3) No incluye datos de partidos amistosos. |               |               |       |       |            |           |                     |                     |                     |                     |                            |                            |                            |                            |          |          |            |           |

## Palmarés y distinciones
- Eurocopa:

 2019
 2022
 2023
- Campeonato de Europa de Clubes de fútbol sala femenino: 1

2019
- Liga española: 1

2017-18